# Носищево
Носи́щево — деревня в Ельнинском районе Смоленской области России.
Входит в Коробецкое сельское поселение.

## География
Расположена в юго-восточной части области, при региональной автодороге 66Н-0822, на правом берегу реки Демина, в 30 км к востоку от города Ельня, в 2 км к западу от административной границы с Калужской областью.

## История
Деревня была оккупирована гитлеровскими войсками в июле 1941 года. Освобождена 13 августа 1943 года силами 159-й стрелковой дивизии.

## Население
| 2007 |
| ---- |
| 4    |

### Историческая численность населения
Население — 4 жителя (2007 год)

## Инфраструктура
Личное подсобное хозяйство с зоной сельскохозяйственного использования, индивидуальная застройка усадебного типа.

## Транспорт
В 6 км к юго-западу от деревни железнодорожная станция Теренино на линии Смоленск — Сухиничи.
В 10 км к северу проходит автодорога Р96 Новоалександровский(А101)- Спас-Деменск — Ельня — Починок.